# Höstöronmossa
Höstöronmossa (Jamesoniella autumnalis) är en bladmossart som först beskrevs av Dc., och fick sitt nu gällande namn av Franz Stephani. Enligt Catalogue of Life ingår Höstöronmossa i släktet öronmossor och familjen Jamesoniellaceae, men enligt Dyntaxa är tillhörigheten istället släktet öronmossor och familjen Jungermanniaceae. Enligt den finländska rödlistan är arten sårbar i Finland. Arten är reproducerande i Sverige. Artens livsmiljö är friska och lundartade naturmoar. Inga underarter finns listade i Catalogue of Life.

## Bildgalleri

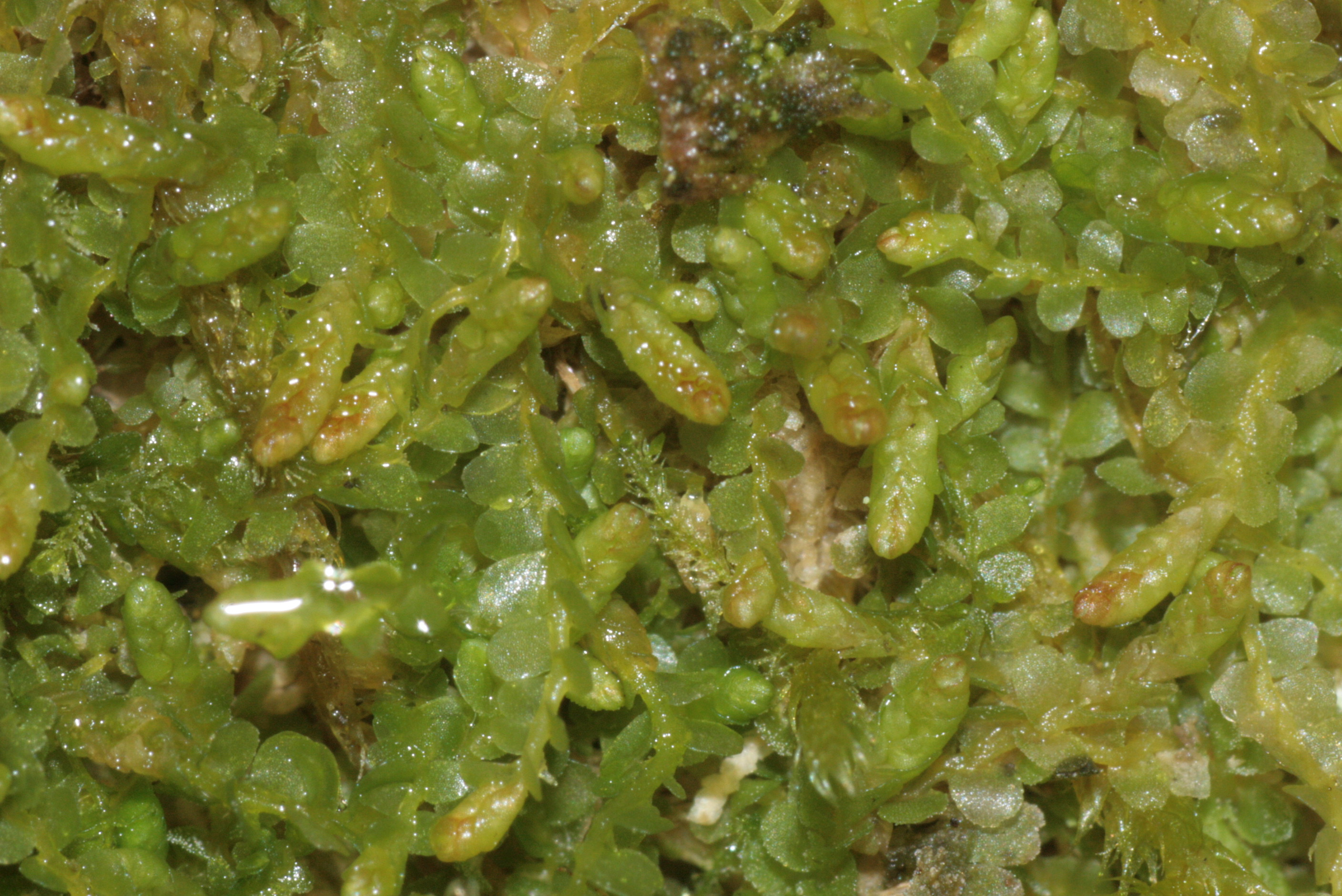
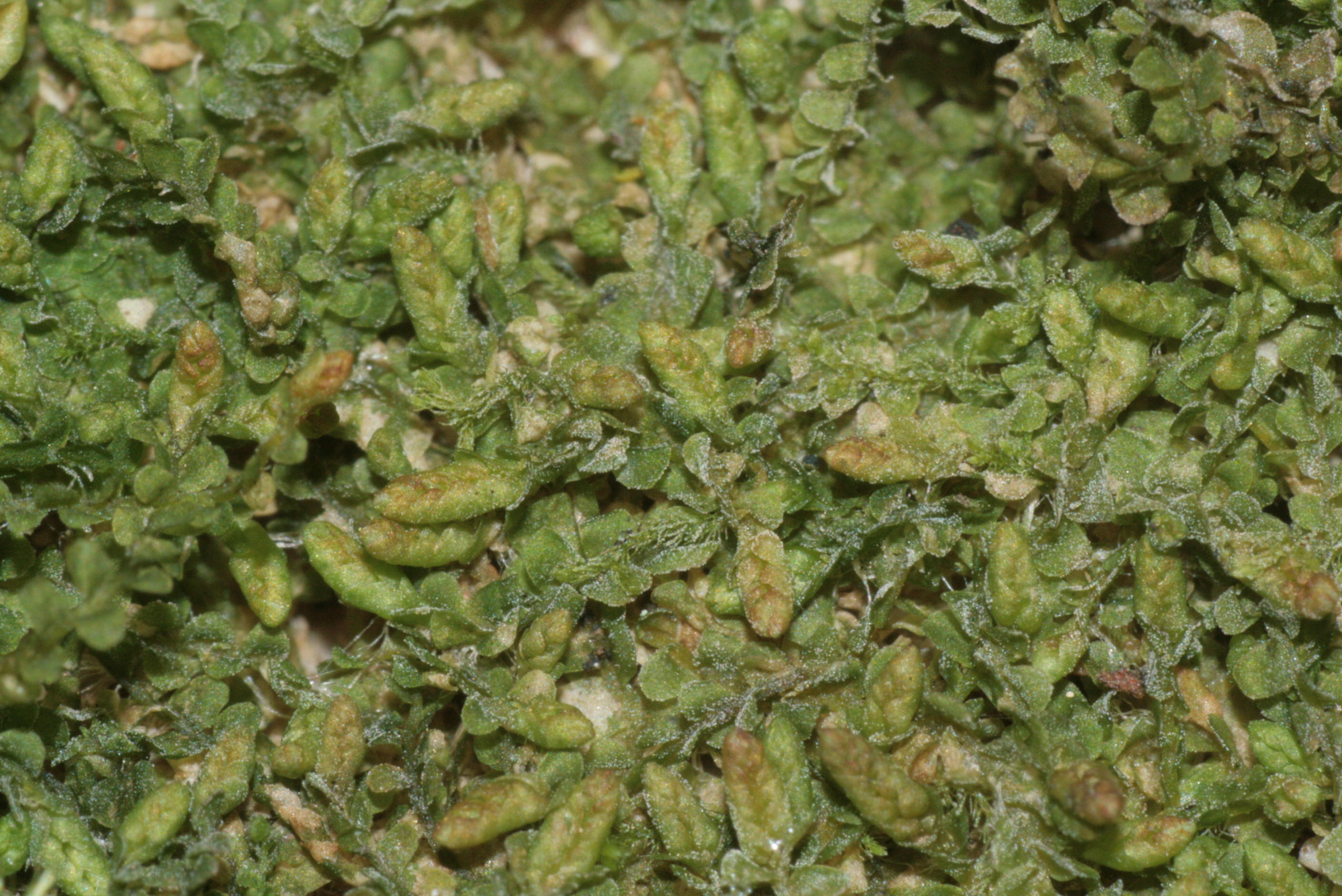
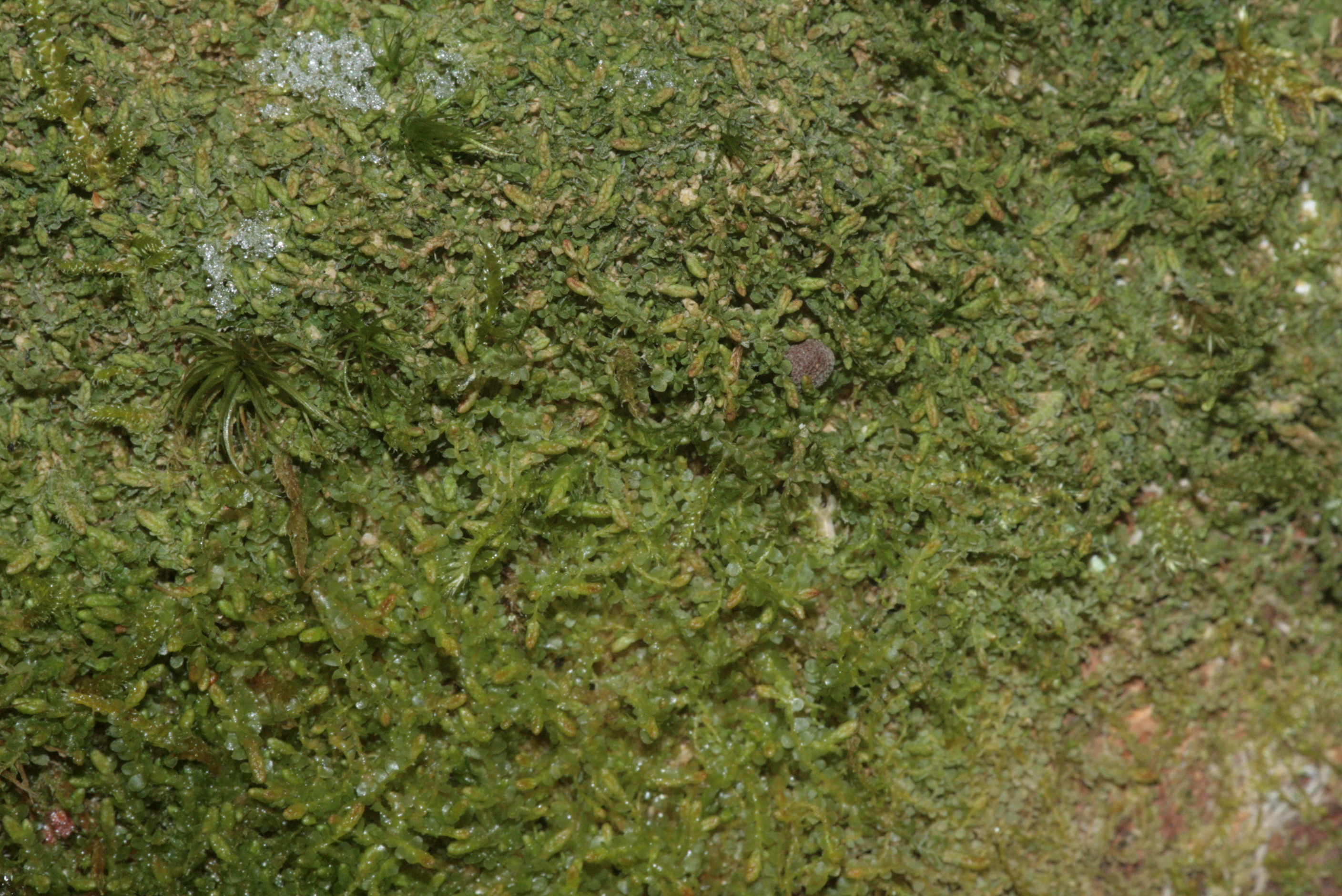
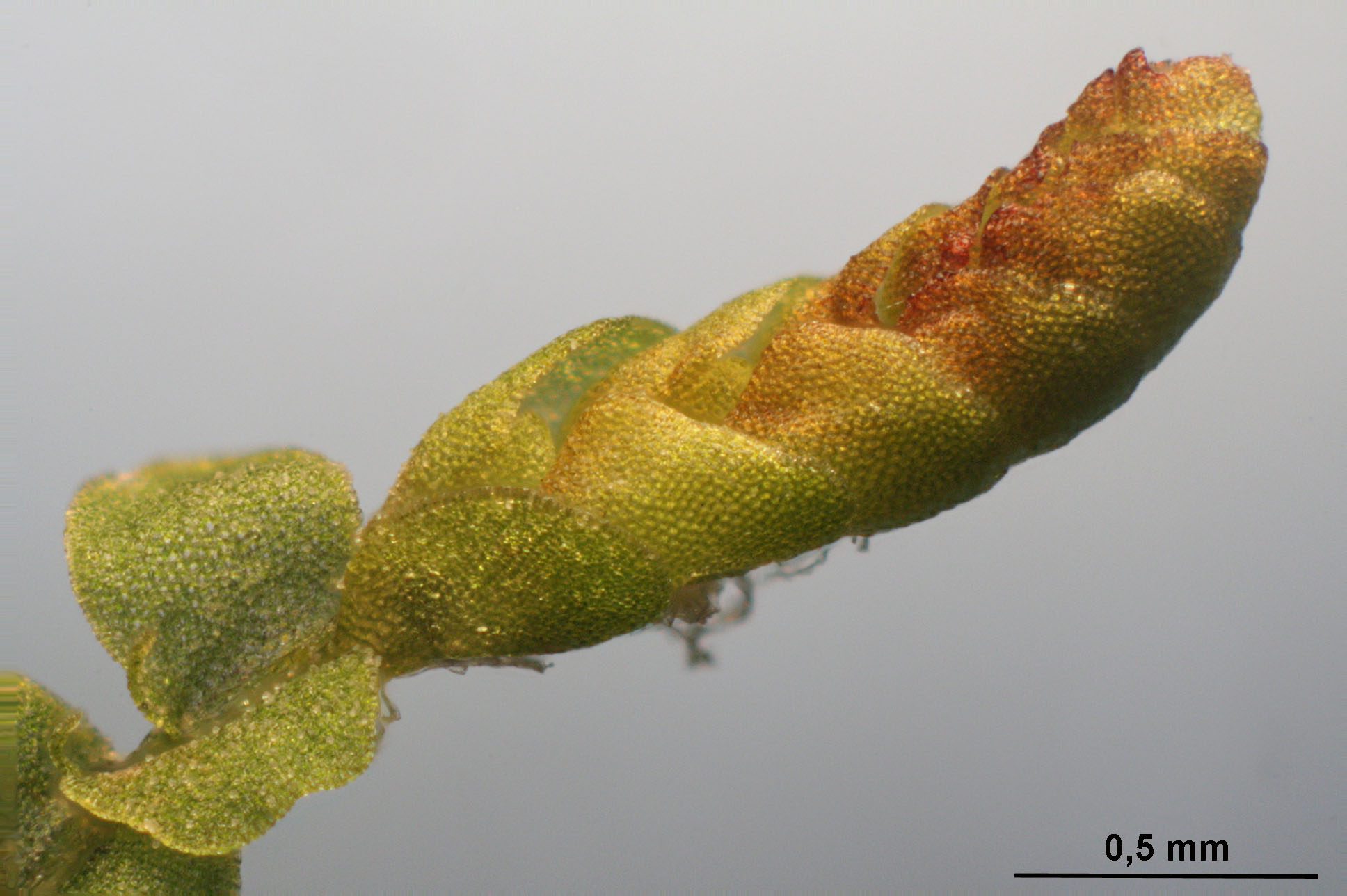
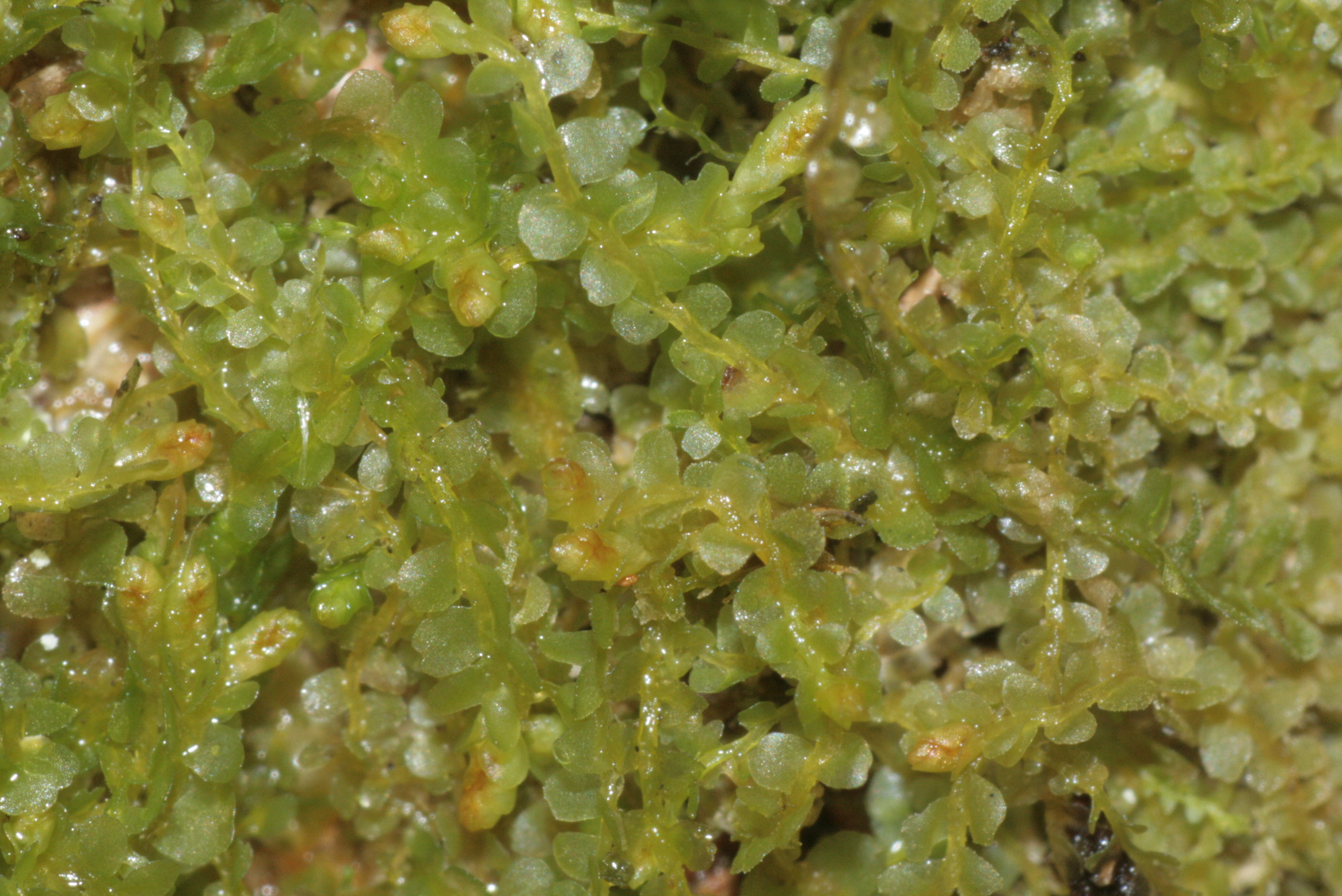
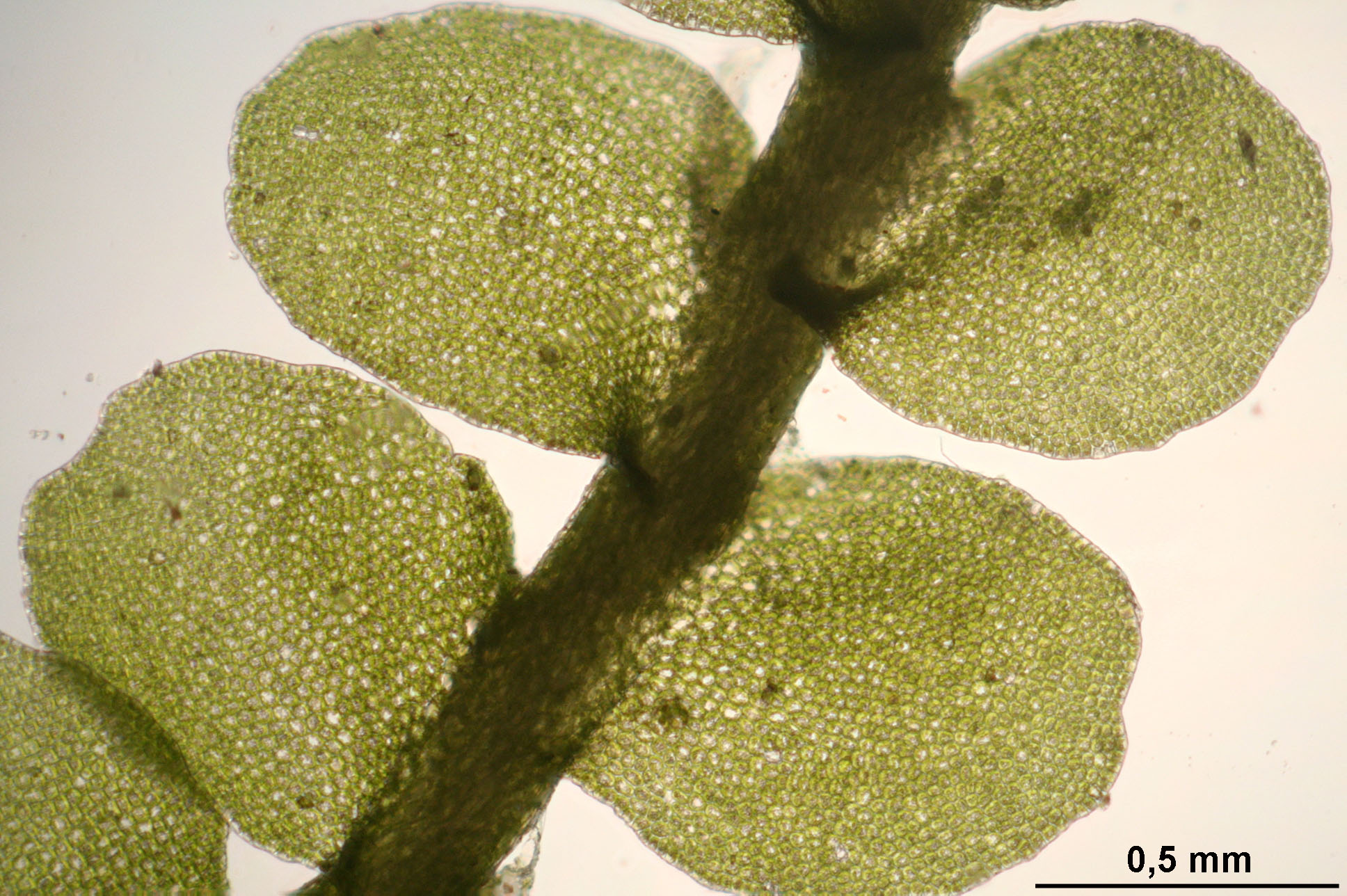